# James Purefoy

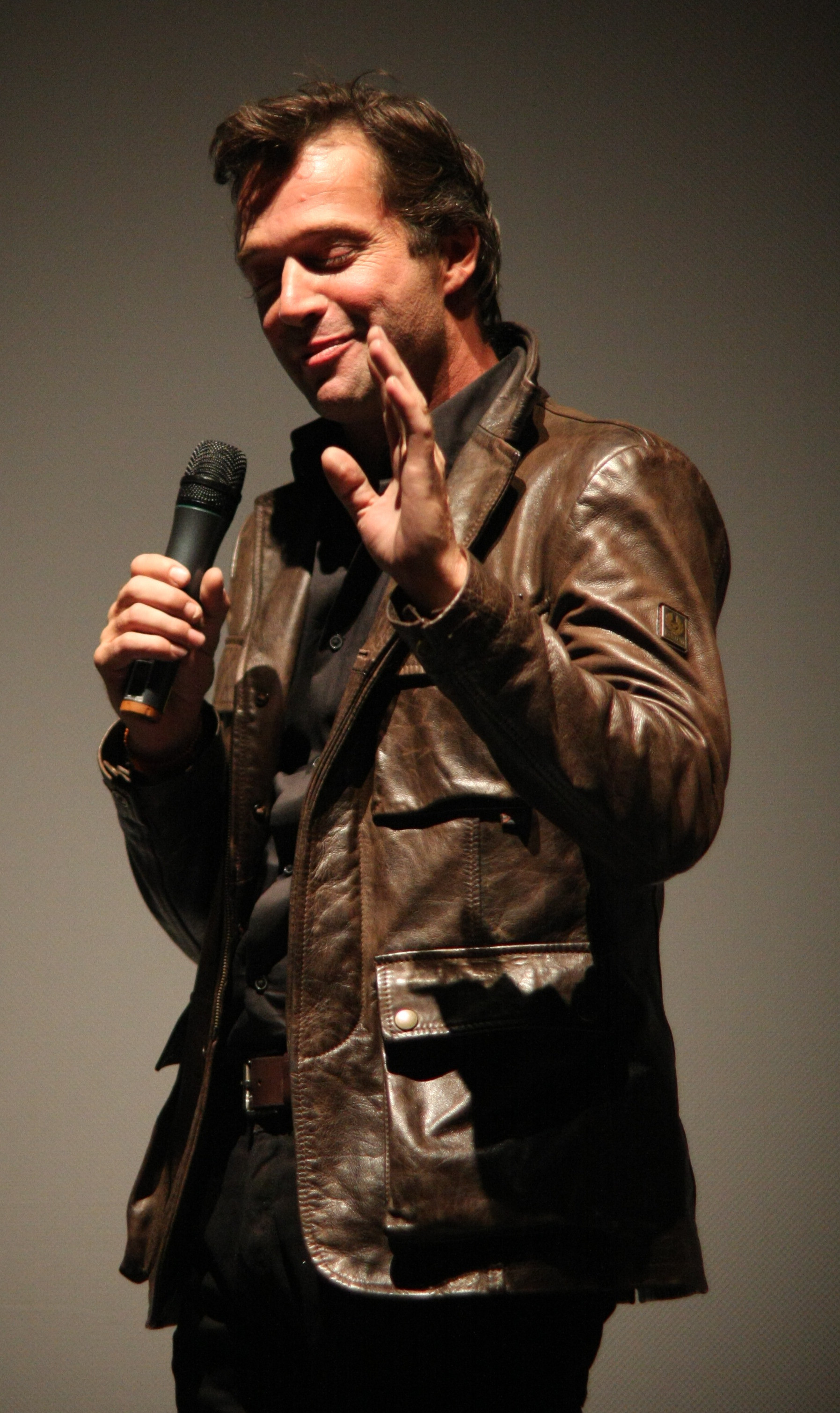
James Purefoy, en Solomon Kane.

James Brian Mark Purefoy (Taunton, Inglaterra, Reino Unido, 3 de junio de 1964) es un actor británico.

## Biografía
Abandonó sus estudios secundarios para buscarse la vida en diversos países europeos durante su adolescencia. A los dieciocho años encontró su vocación y decidió estudiar Interpretación.
Ha trabajado tanto en el teatro clásico como en la televisión y el cine. Como miembro de la Royal Shakespeare Company, ha trabajado en más de veinticuatro obras que van desde Macbeth hasta Les enfants du paradis.
Entre sus numerosos papeles destacan La feria de las vanidades o Resident Evil, entre muchas otras, y en la serie de drama para la televisión Roma, en la que da vida a uno de los personajes históricos más conocidos: el general Marco Antonio.
En un principio fue el encargado de interpretar a V en V for Vendetta, pero abandonó el proyecto seis semanas después de iniciar la grabación, frustrado por el hecho de utilizar la máscara durante toda la película y no poder mostrar su rostro. Fue sustituido por Hugo Weaving.
Tuvo un hijo, Joseph, con la actriz británica Holly Aird.

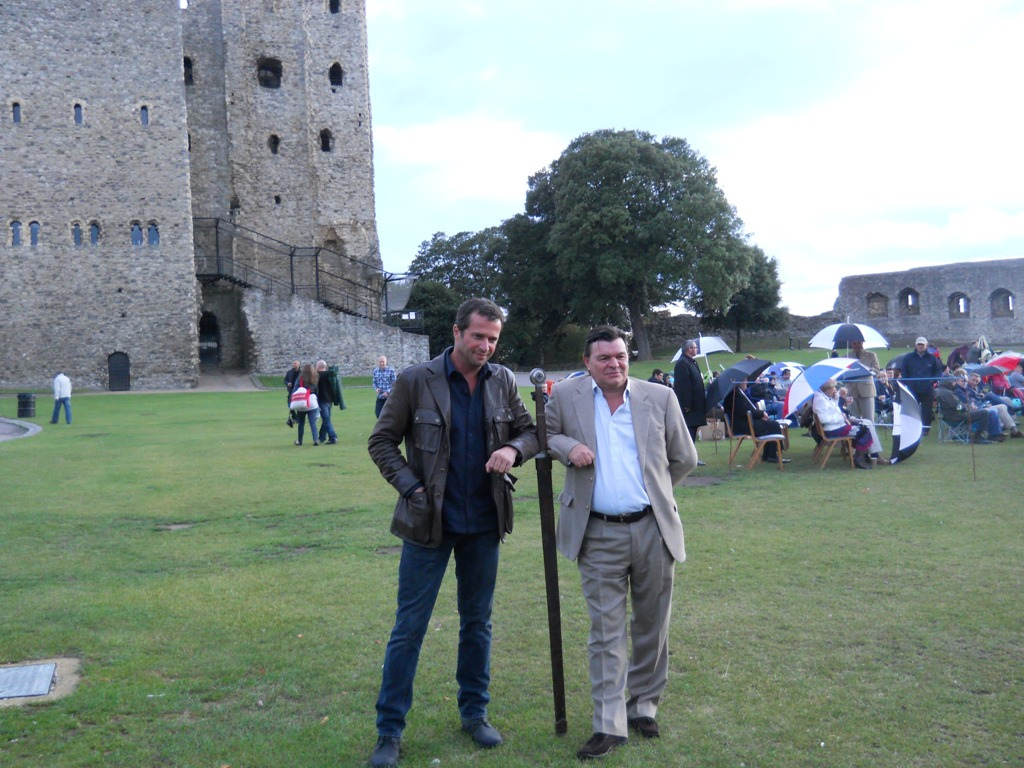
James Purefoy y Jamie Foreman, Rochester Castle

## Filmografía

### Cine
| Año  | Título                 | Rol                      |
| ---- | ---------------------- | ------------------------ |
| 1995 | Feast of July          | Jedd Wainwright          |
| 1997 | Jilting Joe            | Joe                      |
| 1998 | Bedrooms and Hallways  | Brendan                  |
| 1999 | Mansfield Park         | Tom Bertram              |
| 1999 | Women Talking Dirty    | Daniel                   |
| 2000 | Lighthouse             | Richard Spader           |
| 2000 | Maybe Baby             | Carl Phipps              |
| 2000 | The Wedding Tackle     | Hal                      |
| 2001 | Tomorrow               | Andrew Spender           |
| 2001 | A Knight's Tale        | Edward / Thomas Colville |
| 2002 | Resident Evil          | Spence Parks             |
| 2003 | Photo Finish           | James                    |
| 2004 | George and the Dragon  | George                   |
| 2004 | Blessed                | Craig Howard             |
| 2004 | Vanity Fair            | Colonel Rawdon Crawley   |
| 2006 | Goose on the Loose     | Kenneth Donnelly         |
| 2008 | Lena: The Bride of Ice | Dr Harper                |
| 2009 | Solomon Kane           | Solomon Kane             |
| 2011 | Ironclad               | Marshall                 |
| 2012 | John Carter            | Kantos Kan               |
| 2013 | Wicked Blood           | Wild Bill                |
| 2015 | Momentum               | Mr Washington            |
| 2015 | High-Rise              | Pangbourne               |
| 2016 | Equity                 | Michael Connor           |
| 2017 | Churchill              | Rey George VI            |
| 2017 | Interlude in Prague    | Baron Saloka             |
| 2019 | Fisherman's Friends    | Jim                      |

### Televisión
Serie The veil: red de mentiras. Disney plus.
| Año          | Título                           | Rol                           | Notas                                                                  |
| ------------ | -------------------------------- | ----------------------------- | ---------------------------------------------------------------------- |
| 1990         | Coasting                         | Mike Baker                    |                                                                        |
| 1991         | Sherlock Holmes                  | James McCarthy                | Episodio: "The Boscombe Valley Mystery"                                |
| 1991         | Boon                             | Alan Bridges                  | Episodio: "Houseguests"                                                |
| 1992         | Bye Bye Baby                     |                               | Película para TV                                                       |
| 1992         | The Cloning of Joanna May        | Oliver                        | Película para TV                                                       |
| 1992         | Angels                           | Victor                        |                                                                        |
| 1993         | Calling the Shots                | Brian Summers                 | Película para TV                                                       |
| 1993         | Rides                            | Julian                        | 4 episodios                                                            |
| 1993         | Crime Story                      | Darius Guppy                  | Episodio: "The Prince"                                                 |
| 1995         | Tears Before Bedtime             | Jimmy Turner                  |                                                                        |
| 1995         | Sharpe's Sword                   | Captain Jack Spears           | Película para TV                                                       |
| 1996         | The Tide of Life                 | Nick Stuart                   | Miniserie para TV                                                      |
| 1996         | The Tenant of Wildfell Hall      | Mr Lawrence                   | Miniserie para TV                                                      |
| 1996         | The Prince and the Pauper        | Miles Hendon                  |                                                                        |
| 1997         | Have Your Cake and Eat It        | Ben                           | Miniserie para TV                                                      |
| 1997         | Bright Hair                      | David Miles                   | Película para TV                                                       |
| 1997         | A Dance to the Music of Time     | Nicholas Jenkins              | Película para TV                                                       |
| 2000         | Don Quixote                      | Sansón Carrasco               | Película para TV                                                       |
| 2000         | Metropolis                       | Nathan                        | Miniserie para TV                                                      |
| 2003         | The Mayor of Casterbridge        | Donald Farfrae                | Película para TV                                                       |
| 2005         | Blackbeard                       | Blackbeard                    | Película para TV                                                       |
| 2005–07      | Rome                             | Marco Antonio                 | 22 episodios                                                           |
| 2006         | Beau Brummell: This Charming Man | Beau Brummell                 | Película para TV                                                       |
| 2007         | Manchild                         | Joe                           | Película para TV                                                       |
| 2007         | Frankenstein                     | Henry Clerval                 | Película para TV                                                       |
| 2008–10      | The Summit]'                     | Thom Lightstone               | Miniserie para TV                                                      |
| 2009         | Diamonds                         | Lucas Denmont                 | Película para TV                                                       |
| 2009         | The Philanthropist               | Teddy Rist                    |                                                                        |
| 2011         | Camelot                          | King Lot                      | Episodios: "Homecoming", "The Sword and the Crown", "Lady of the Lake" |
| 2011         | Injustice                        | William Travers               | Miniserie para TV                                                      |
| 2011         | Rev.                             | Richard                       | Episodio: "#2.6"                                                       |
| 2011         | Revenge                          | Dominik Wright                | Episodio: "Doubt", "Justice"                                           |
| 2012         | The Hollow Crown                 | Thomas Mowbray                | Episodio: Richard II                                                   |
| 2012         | Episodes                         | Rob                           | 4 episodios                                                            |
| 2013–15      | The Following                    | Joe Carroll                   | 30 episodios                                                           |
| 2016–18      | Hap and Leonard                  | Hap Collins                   |                                                                        |
| 2016         | Roots                            | John Waller                   | Miniserie para TV                                                      |
| 2016–18      | Trollhunters: Tales of Arcadia   | Kanjigar the Courageous (voz) |                                                                        |
| 2018         | Altered Carbon                   | Laurens Bancroft              | 10 episodios                                                           |
| 2019–present | Sex Education                    | Remi Milburn                  | 5 episodios                                                            |
| 2019         | 3Below: Tales of Arcadia         | Kanjigar the Courageous (voz) | 2 episodios                                                            |
| 2020         | Pennyworth                       | Capitán Gulliver Troy         | [ 5 ]                                                                  |
| 2020         | El Candidato                     | Wayne Addison                 | 10 episodios                                                           |
| 2021         | A Discovery of Witches           | Philippe de Clermont          | Serie de televisión británica                                          |